# Тюльпан поздний
Тюльпан поздний (лат. Tulipa tarda) — вид многолетних, луковичных, травянистых растений из рода Тюльпан семейства Лилейные.
Казахское название — кеш қызғалдақ. Буквальный перевод соответствует русскому названию — поздний тюльпан.
Один из самых популярных видов для ландшафтного озеленения и альпинариев, а также для выгонки. Привлекателен обильным ранним цветением, высокой интенсивностью вегетативного размножения.
Описан в 1933 году австрийским ботаником Отто Штапфом. Место произрастания типовых экземпляров — «вероятно Туркестан». Возможно, вид описан по растениям, выращенным в культуре.
В Санкт-Петербурге хранятся гербарные образцы из окрестностей Верного (ныне — Алма-Ата), собранные В. В. Сапожниковым (20 мая 1902 г.) и Н. И. Колпаковским (21 апреля 1903 г.).

## Систематическое положение
Входит в секцию Eriostemones. Некоторые источники называют его синонимом Tulipa urumiensis Stapf, однако другие не соглашаются с такой синонимизацией.
В странах Западной Европы тюльпан поздний был известен как садовое растение под ошибочным названием «Tulipa dasystemon hort.».

## Распространение и экология
Узкий эндемик западной части Заилийского Алатау в пределах Алматинской и восточной части Жамбылской области Казахстана и Кыргызстана.
Каменисто-щебнистые и скалистые склоны, степные участки и заросли кустарников в среднем поясе гор.
Ксерофит, мезофит, мезотроф.

## Описание
Луковица яйцевидная 1,5—3 см в диаметре. Оболочки кожистые, чёрно-бурые.
Стебель 5—15 см высотой, голый; цветоножки опушённые.
Листьев — 3—7. Окраска зелёная с узкой пурпурной каймой. Линейные, сближенные, слегка скрученные, располагаются чуть выше цветков.
Цветков обычно 1—8, бывает до 15; листочки околоцветника белые, с жёлтым пятном, реже целиком жёлтые, 20—40 мм длиной, острые; наружные ланцетные или продолговато-ланцетные, снаружи грязно-фиолетовые, обычно голые, в 1,5 раза уже внутренних; внутренние продолговатые, внизу постепенно суженные в длинный ноготок, при самом основании густо реснитчатые. Цветки слегка ароматные.
Тычинки короче околоцветника в 2 раза; нити жёлтые, у расширенного основания с густым кольцом из длинных волосков; пыльники 5—7 мм длиной, жёлтые.
Пестик с довольно длинным столбиком, немного короче тычинок.
Плод около 3,8 см длиной и 1,8 см шириной, число семян — до 120. Размножение семенное и вегетативное за счёт столонов.
Цветёт в апреле-мае, плодоносит в июне.

## В культуре
Введён в культуру в 1905 году.
Успешно выращивается Таджикистане, средней полосе России на север до Санкт-Петербурга, почти во всех странах Западной Европы, в США и Канаде.
В культуре устойчив, хорошо цветёт и плодоносит, даёт самосев. При вегетативном размножении одна луковица образует до 4 дочерних, сеянцы зацветают на 4-м году жизни.
Светолюбив.
Зоны морозостойкости (USDA-зоны): 4a—7b.

## Сорта
- 'Solnyschko' ('Солнышко') Z.M. Silina. Выведен З. М. Силиной в Санкт-Петербурге[2]. Из одной луковицы образуется более одного побега.
- 'Solnetschnyj Zajtschik' ('Солнечный Зайчик') Y.A. Pastschenko. Сорт имеет цветки заметно большего диаметра, чем у номинальной формы и более широкие и тёмные листья.